# Social Point
Social Point és una empresa catalana dedicada al desenvolupament de jocs i aplicacions gratuïtes per a mòbil i Facebook. Va ser fundada el 2008 pels enginyers informàtics Andreu Bou i Horacio Martos a Barcelona.
A finals de 2010, Social Point va llançar un dels seus primers jocs per a Facebook anomenat Social Empires, que va arribar a tenir gairebé 2,5 milions de jugadors en pocs mesos.
El 2012, va decidir començar a desenvolupar jocs per a mòbil i des de llavors s'ha centrat en aquest mercat llançant primer Dragon City i Monster Legends per a mòbil i altres títols com Dragon Land o World Xef.
El febrer de 2013, l'empresa va obtenir el quart lloc a nivell mundial entre els creadors de jocs per a Facebook. Tres jocs d'aquesta companyia es van situar entre els cinquanta més visitats d'aquesta xarxa social: Dragon City al 7è lloc, Social Empires en el lloc 35è, i Social Wars al 42º.
Segons les xifres de l'empresa, el 2015 va facturar 85 milions d'euros (el 50% als Estats Units) i va aconseguir 180 milions de descàrregues dels seus jocs.
A principis de 2017, Social Point va ser adquirida pel gegant dels videojocs nord-americà Take-Two, qui en va pagar 250 milions de dòlars (prop de 235 milions d'euros del moment).